# Лопік
Лопік (нід. Lopik, нід. вимова: [ˈloːpɪk] ( прослухати)) — місто і муніципалітет у Нідерландах, у провінції Утрехт.

## Населені пункти муніципалітету
Крім безпосередньо міста Лопіка до складу однойменного муніципалітету входять такі населені пункти:
Села
- Бенсхоп
- Кабау
- Лопікеркапел
- Полсбрук
- Ярсвелд

Селища
- Вілліге-Лангерак
- Ейтвег
- Зевендер
- Полсбрукердам

## Топографія
Нідерландська топографічна карта муніципалітету Лопік, червень 2015 року

## Визначні мешканці
- Мінеке Схіппер (нар. 1938 у Полсбруці) — нідерландська авторка наукової та художньої літератури.

## Галерея

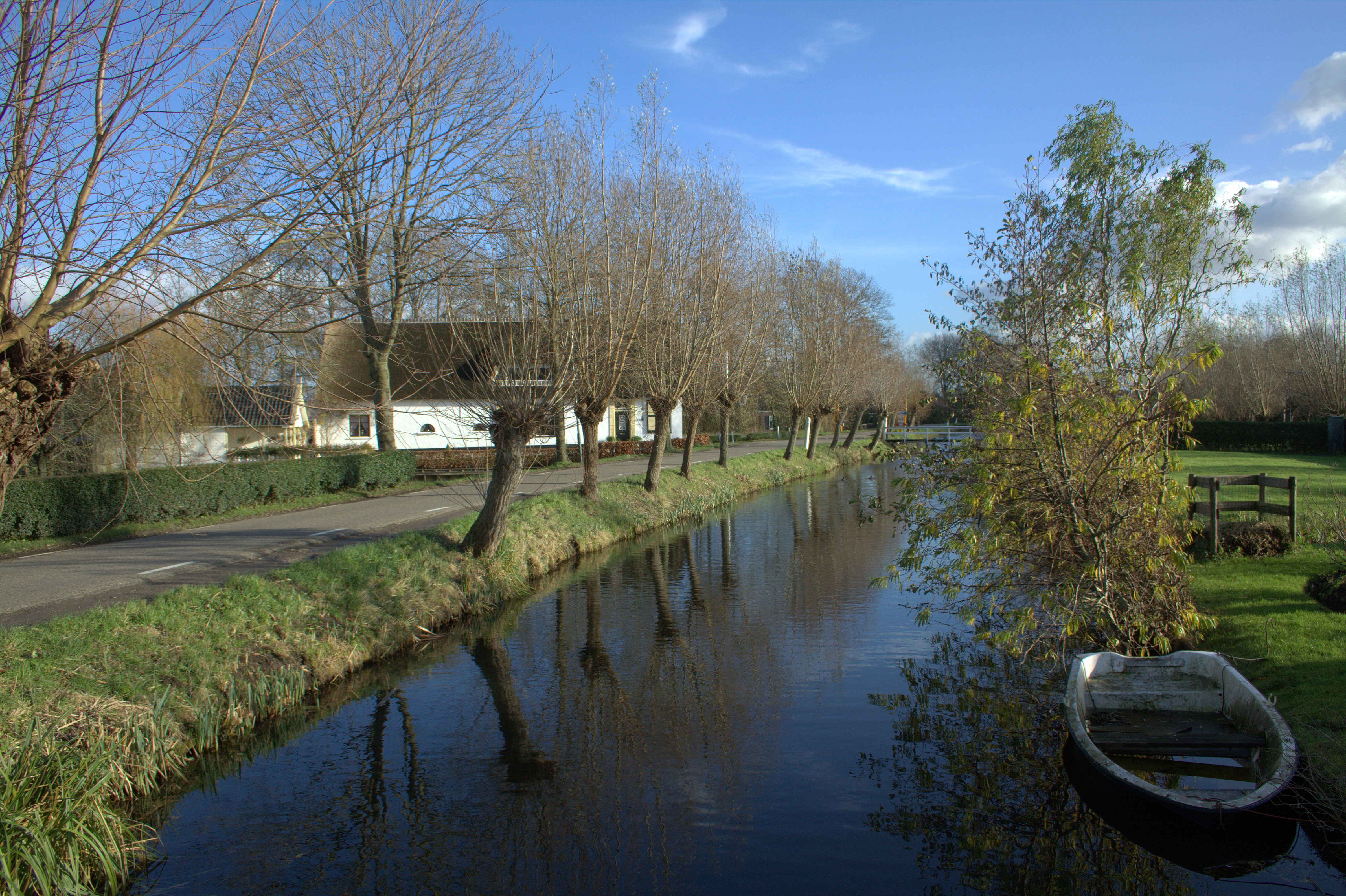
Лопік восени
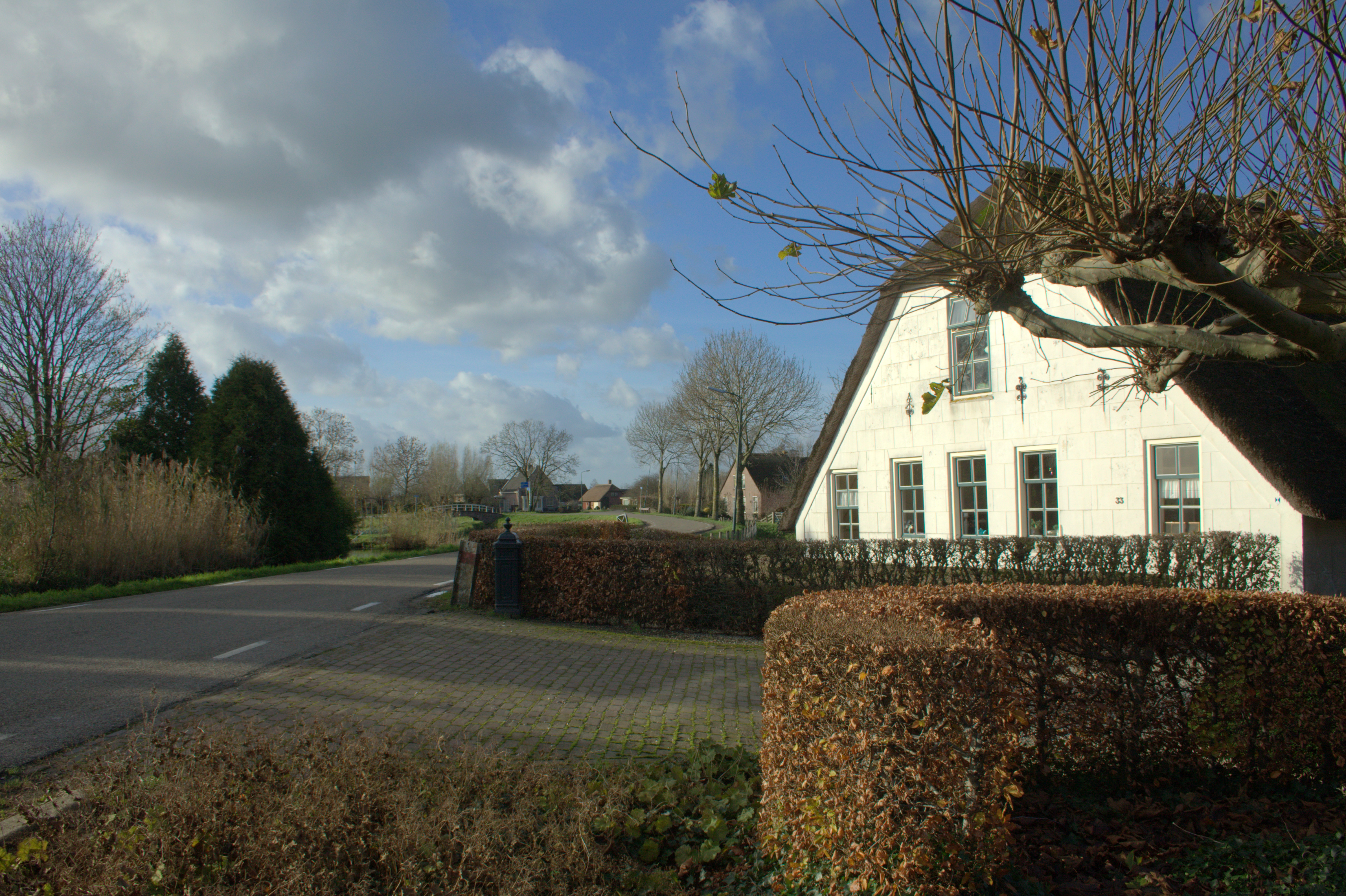
Забудова в місті
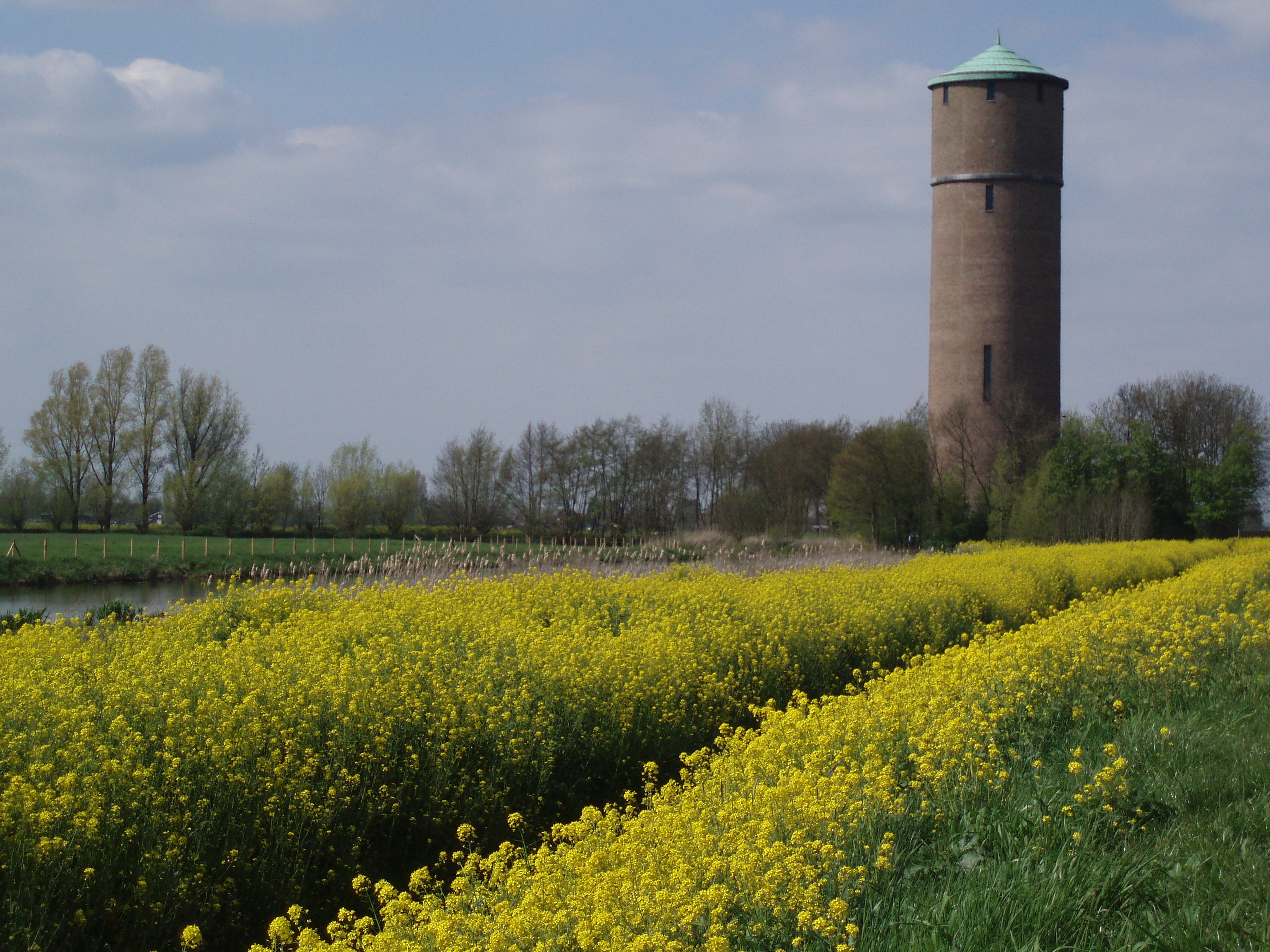
Водонапірна башта
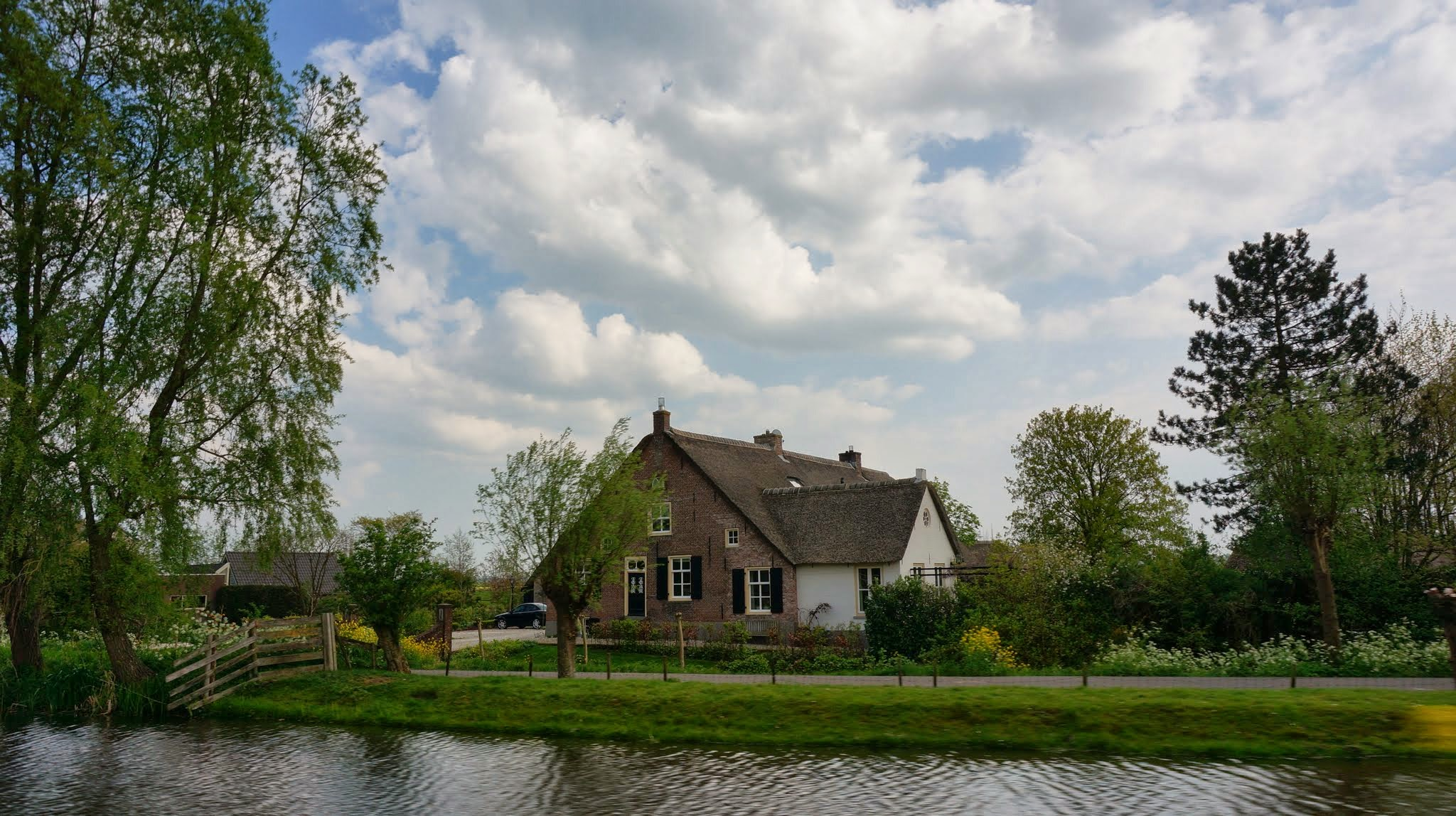
Будинок у Лопіку